# St. Bartholomäus (Geraberg)

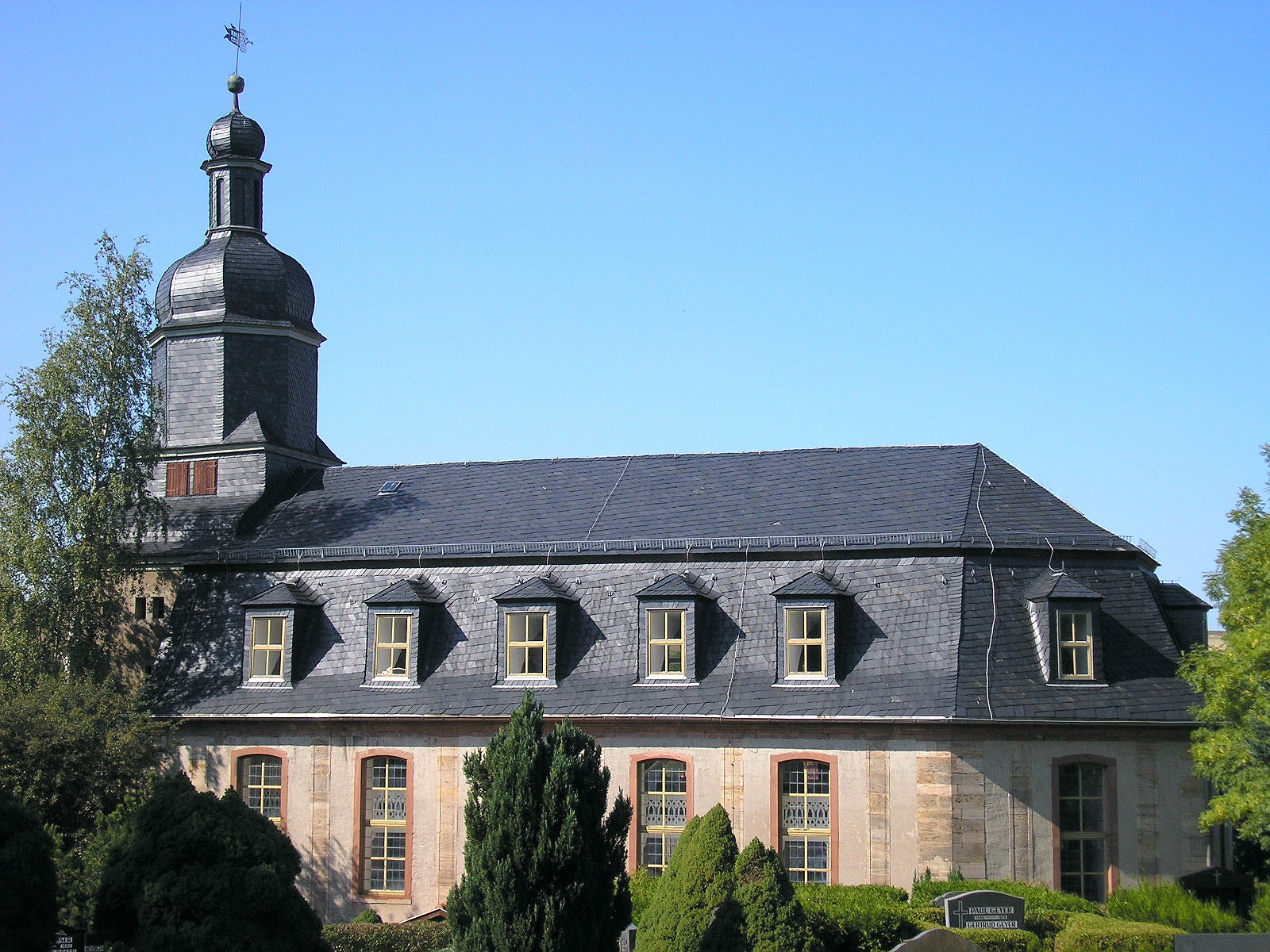
Die Kirche

Die Kirche St. Bartholomäus steht in der Ortsmitte von Geraberg im Ilm-Kreis in Thüringen. Sie gehört zur Kirchengemeinde Geratal im Kirchenkreis Arnstadt-Ilmenau der Evangelischen Kirche in Mitteldeutschland.

## Geschichte
Vor der Reformation war das Gotteshaus Hauptkirche des Ortes und der umliegenden Dörfer (Roda, Angelroda, Elgersburg und Manebach). 1637–1644 wurde der Kirchturm  wegen Baufälligkeit abgerissen und neu gebaut. Wohl mit einigen Ergänzungen erhielt er 1696 sein heutiges Antlitz mit Schweifkuppel und der Laterne mit kleiner Schweifkuppel, der Kugel sowie der Wetterfahne.
1750 bis 1753 wurde das Kirchenschiff abgerissen; der Neubau erfolgte im Fachwerkstil, das Dach wurde mit Schiefer gedeckt, die Wände mit Flachbogenfenster mit Buntglasfärbung ausgestattet.
Im Inneren befinden sich drei Emporen. 1863 erfolgte die Reparatur der im Siebenjährigen Krieg beschädigten Orgel sowie die Ausmalung des Gotteshauses.
1996 fand die 750-Jahr-Feier der Gemeinde statt und die Kirche feierte das 250-jährige Jubiläum im Jahr 2000.